# Kuhlia rubens
Kuhlia rubens is een  straalvinnige vissensoort uit de familie van vlagvissen (Kuhliidae). De wetenschappelijke naam van de soort is voor het eerst geldig gepubliceerd in 1807 door Spinola.
De soort staat op de Rode Lijst van de IUCN als Onzeker, beoordelingsjaar 2007.